# 100 km de Belvès
Les 100 km de Belvès, appelés également 100 km du Périgord noir, sont une épreuve de course à pied sur route appartenant à la famille de l'ultrafond.

## Histoire
La première édition de 1977 est organisée par une équipe de bénévoles. Elle rassemble alors les spécialistes des courses de grand fond en France, dans la mouvance de l'esprit Spiridon. La course a lieu au mois d'avril et c'est la 44e édition en 2022. En moyenne, 380 participants terminent les 100 km chaque année. L'épreuve consiste à parcourir 100 km à pied, style libre, dans un délai maximum de 16 heures en 2022 (20 heures précédemment). La course est ouverte aux femmes et aux hommes des catégories espoirs, seniors et vétérans. En 2018, Roland Vuillemenot y est champion de France Master 4 pour la troisième année consécutive.
Les championnats d'Europe des 100 km IAU ont lieu à Belvès en 2000 et 2013 et les championnats de France en 1983, 1998, 2006, 2009, 2012, 2013, 2018,,, et 2022.
Le même jour se tient également une épreuve sur 50 km avec 121 inscrits en 2022.
À noter qu'un marathon était organisé pour la première fois en 2015 à Belvès.

## Records
Les records de l'épreuve sont détenus par le japonais Takahiro Sunada en 6 h 17 min 17 s aux championnats d'Europe IAU en 2000 et la suédoise Kajsa Berg en 7 h 38 min 52 s aux championnats de France en 2013.
À noter que, contrairement à ce qui est dit dans l'article de Ouest-France, Jean-Michel Bellocq – qui n'existe pas dans les statistiques de la DUV – n'a pas remporté la course neuf fois. Il s'agit plus probablement d'une confusion avec Jean-Marc Bellocq qui a remporté huit fois les 100 km de Millau.

## Palmarès
Statistiques des 100 km de Belvès d'après la Deutsche Ultramarathon-Vereinigung (DUV) :
À noter qu'en 2006, 2009 et 2012 ont été également organisés des « open race » qui ne figurent pas dans le tableau.
| Année | Homme                   | Temps           | Femme             | Temps           | Championnat             |
| ----- | ----------------------- | --------------- | ----------------- | --------------- | ----------------------- |
| 2020  | Annulé                  |                 |                   |                 |                         |
| 2019  | Fabien Chartoire        | 6 h 55 min 3 s  | Laurence Noël     | 9 h 3 min 13 s  |                         |
| 2018  | Cédric Gazulla          | 7 h 14 min 26 s | Laurence Noël     | 9 h 24 min 47 s | France                  |
| 2017  | Stéphane Ruel           | 7 h 43 min 0 s  | Karine Zeimer     | 9 h 39 min 19 s |                         |
| 2016  | Hervé Seitz             | 7 h 44 min 52 s | Marlène Vigier    | 9 h 34 min 4 s  |                         |
| 2015  | Michaël Boch            | 7 h 7 min 39 s  | Stéphanie Pacaud  | 9 h 22 min 42 s |                         |
| 2014  | Jérôme Chiotti          | 7 h 33 min 15 s | Mildred Haans     | 8 h 30 min 40 s |                         |
| 2013  | Asier Cuevas Ettcheto   | 6 h 53 min 14 s | Kajsa Berg        | 7 h 38 min 52 s | Europe et France        |
| 2012  | Régis Lacombe           | 7 h 21 min 30 s | Julie Chaboud     | 9 h 21 min 55 s | France                  |
| 2011  | Michaël Boch            | 7 h 6 min 53 s  | Caroline Dubois   | 9 h 16 min 56 s |                         |
| 2010  | Christophe Buquet       | 7 h 18 min 45 s | Monique Gauthier  | 9 h 49 min 55 s |                         |
| 2009  | Christophe Buquet       | 7 h 14 min 12 s | Eugénie Monteil   | 9 h 28 min 15 s | France                  |
| 2008  | Christophe Buquet       | 7 h 11 min 23 s | Brigitte Bec      | 8 h 24 min 5 s  |                         |
| 2007  | Marc Vanderlinden       | 7 h 37 min 59 s | Chantal Bois      | 9 h 50 min 25 s |                         |
| 2006  | Jean-Jacques Moros      | 6 h 51 min 50 s | Karine Herry      | 8 h 45 min 6 s  | France                  |
| 2005  | Patrick Bruni           | 7 h 41 min 40 s | Elke Streicher    | 9 h 46 min 19 s |                         |
| 2004  | Jean-Marc Bordus        | 7 h 20 min 7 s  | Brigitte Declercq | 9 h 15 min 18 s |                         |
| 2003  | Patrick Marlas          | 7 h 40 min 2 s  | Jacqueline Garlet | 9 h 33 min 22 s |                         |
| 2002  | Miguel Martinez Basurco | 7 h 54 min 40 s | Patricia Boussely | 9 h 43 min 25 s |                         |
| 2001  | Valery Kanarski         | 7 h 22 min 28 s | Marie-Ange Dauzan | 9 h 23 min 32 s |                         |
| 2000  | Takahiro Sunada         | 6 h 17 min 17 s | Edit Berces       | 7 h 53 min 12 s | Europe                  |
| 1999  | Jean-Marc Bordus        | 7 h 48 min 33 s | Sylvie Baal       | 9 h 27 min 9 s  |                         |
| 1998  | Gilles Diehl            | 7 h 6 min 27 s  | Murielle Brionne  | 8 h 57 min 11 s | France                  |
| 1983  | Claude Ansard           | 6 h 58 min 13 s | Martine Planus    | 9 h 26 min 33 s | France[réf. nécessaire] |